# Aurora polare

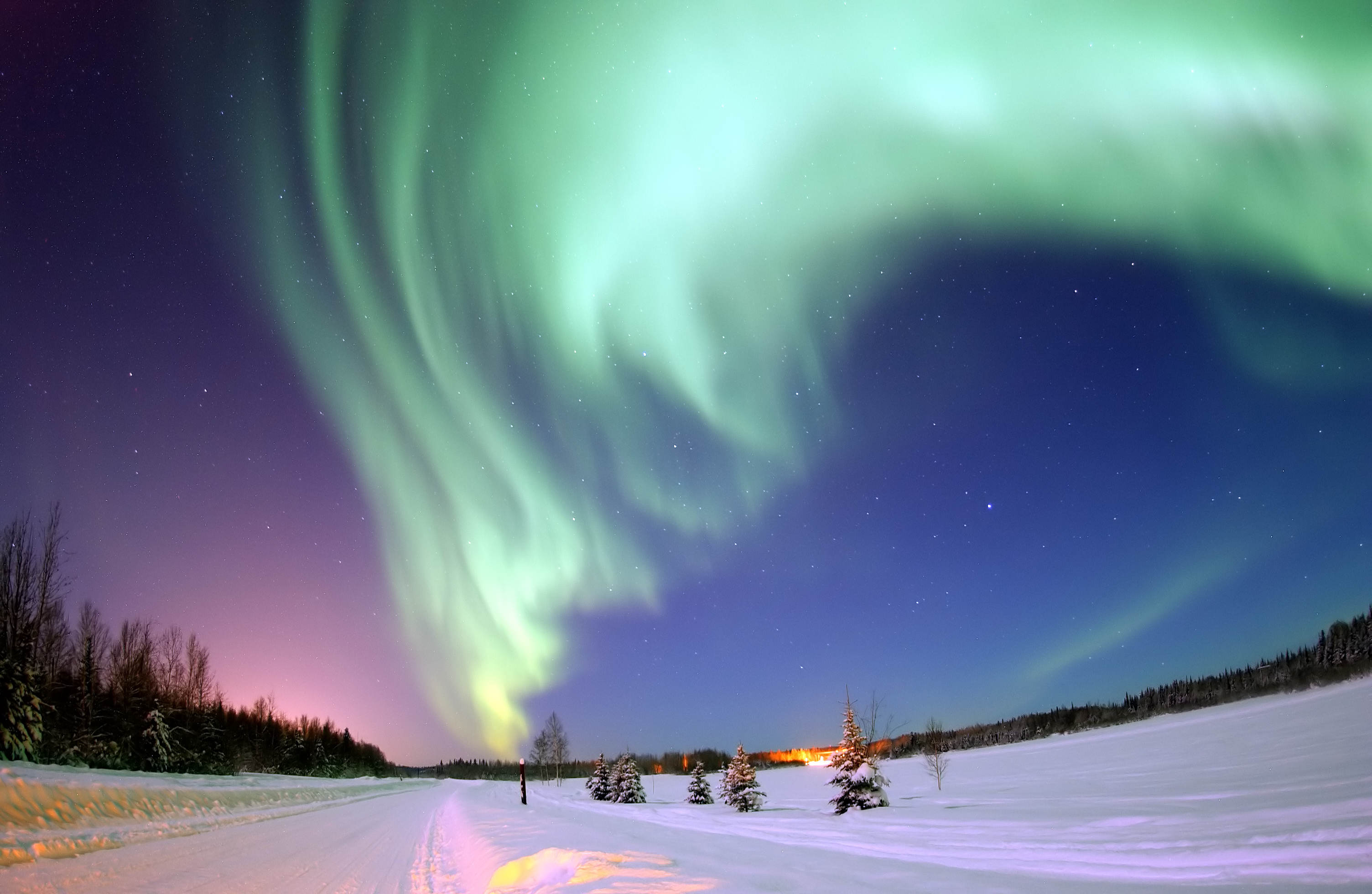
Aurora boreale sul Bear Lake (Lago degli Orsi) in Alaska

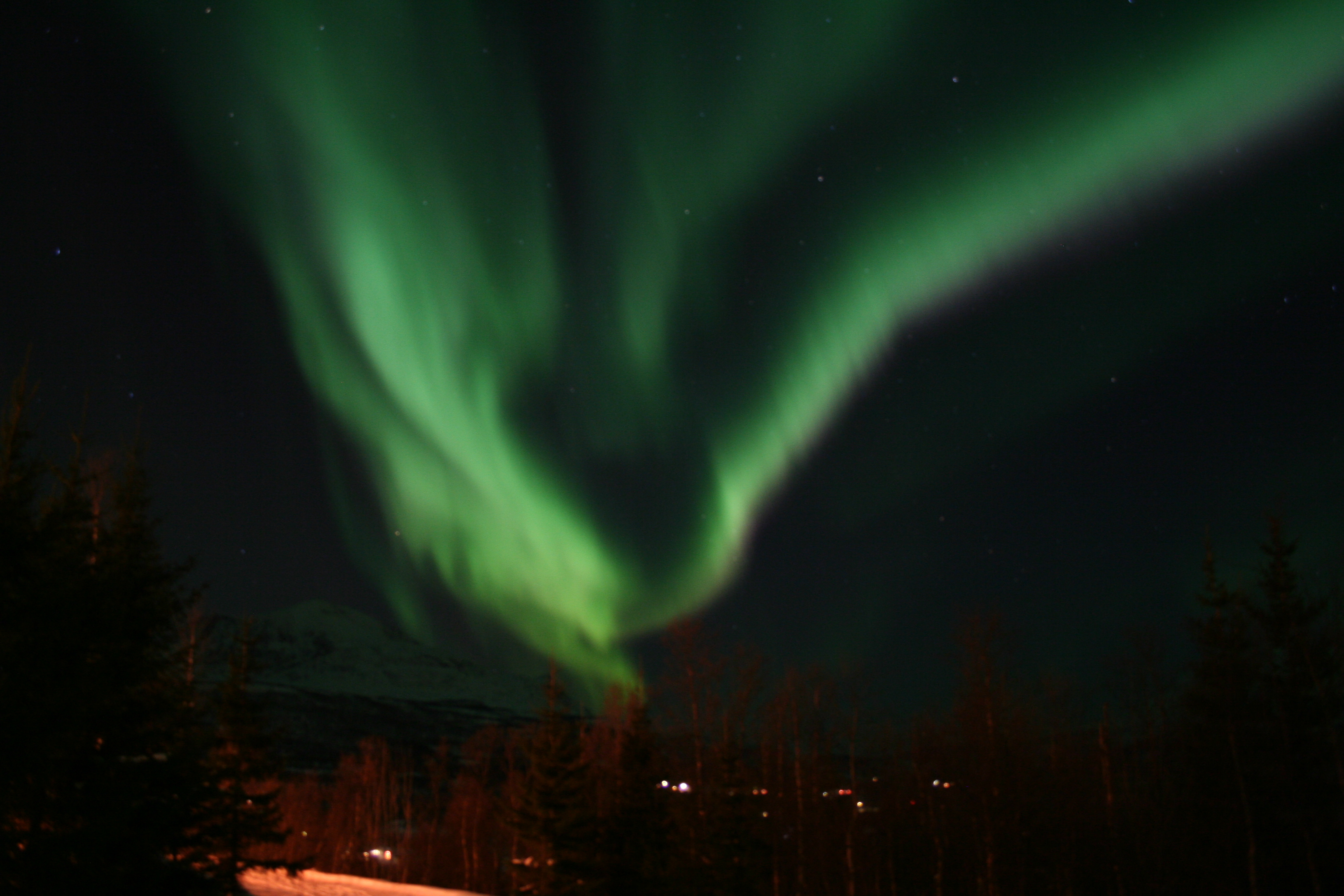
Un'aurora boreale a Salangen, in Norvegia

L'aurora polare è un fenomeno ottico atmosferico caratterizzato visivamente da bande luminose che assumono un'ampia gamma di forme e colori, rapidamente mutevoli nel tempo e nello spazio, di solito di colore rosso-verde-azzurro, detti archi aurorali, causato dall'interazione di particelle cariche (protoni ed elettroni) di origine solare (vento solare) con la ionosfera terrestre (atmosfera tra i 100-500 km): tali particelle eccitano gli atomi dell'atmosfera che diseccitandosi in seguito emettono luce di varie lunghezze d'onda. Viene denominata aurora boreale qualora si verifichi nell'emisfero nord (boreale), mentre il nome aurora australe è riferito all'analogo dell'emisfero sud (australe).
Il 28 agosto 1859 furono avvistate alcune aurore lungo una vasta area del territorio americano. Nei centri scientifici di tutto il mondo, la strumentazione subì forti e inspiegabili variazioni e correnti spurie si formarono nelle linee telegrafiche.
Il giorno seguente, l'astronomo  inglese Richard Christopher Carrington notò un gruppo di macchie solari di dimensioni insolitamente grandi, dal quale partiva un lampo di luce biancastra, che, dopo qualche ora, produsse una seconda ondata di aurore di grande intensità. Con la "Grande Aurora" del 1859 (chiamata anche "evento di Carrington"), i modelli di spiegazione dei fenomeni di attività solare si evolsero rapidamente: le antiche ipotesi di lampi ad alta quota, o di luce riflessa da iceberg, furono sostituite da quelle più attinenti agli eventi solari e alla perturbazione.
È stimato che tempeste di tale intensità capitino ogni 500 anni. Un altro evento di intensità pari alla metà di quella del 1859 è accaduto nel 1960 e ha provocato interferenze radio in tutto il pianeta. Gli esperti ritengono che i costi di una eventuale super tempesta potrebbero essere paragonabili a quelli di un grande terremoto, nel caso dovessero mancare le opportune contromisure, come procrastinare alcune attività delicate svolte dai satelliti, spostare le rotte aeree, individuare in anticipo gli elementi vulnerabili delle reti.
L'attività magnetica solare, e quindi anche la formazione di macchie solari, varia ciclicamente ogni undici anni. Nel mese di dicembre del 2019 è iniziato un nuovo ciclo con un massimo di attività previsto nel 2025. Negli ultimi undici anni, gli studiosi hanno rilevato circa 21000 brillamenti e 13000 nubi di plasma fuoriusciti dalla superficie solare.
In Italia, la visibilità delle aurore boreali è abbastanza rara, ma nella notte tra il 17 e il 18 novembre 1848, il fenomeno fu talmente intenso ed esteso da essere visibile anche a basse latitudini. A Napoli fu osservato dagli astronomi dell'Osservatorio astronomico di Capodimonte e da Mario Patrelli, direttore dell'Osservatorio di Marina; inoltre il pittore Salvatore Fergola realizzò due dipinti proprio dall'Osservatorio di Capodimonte. A Roma il fenomeno ebbe grande eco, come testimonia l'articolo pubblicato sulla rivista L'album che descrive in dettaglio l'evento astronomico e la sorpresa dei romani. Più recentemente l'aurora boreale è stata ben osservata nel Centro-Nord dell'Italia nelle notti tra il 10 e l'11 maggio 2024 e tra il 10 e l'11 ottobre 2024.

## Descrizione

### Forma

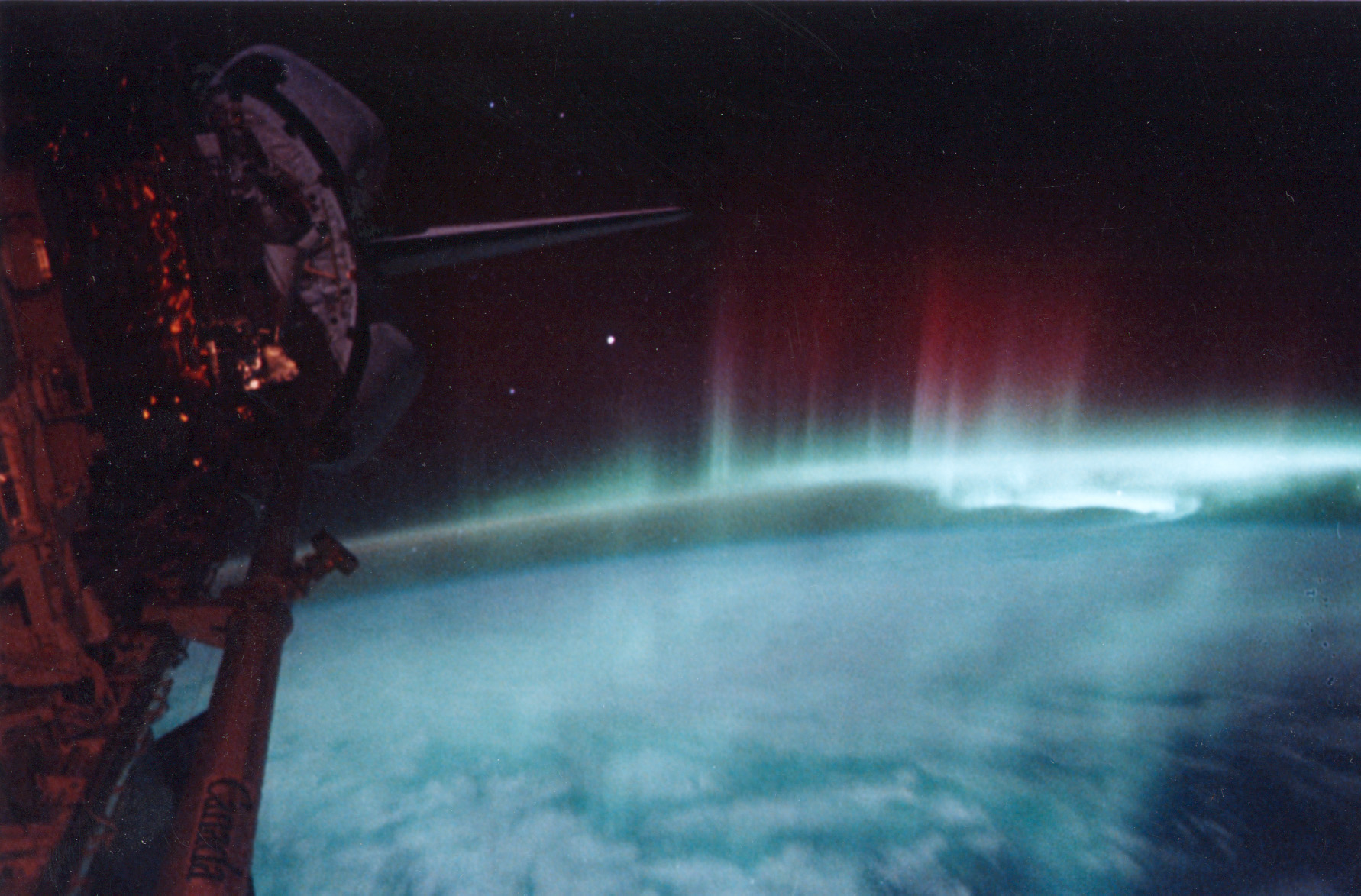
Fotografia dell'aurora australe, presa dallo Space Shuttle in orbita nel maggio 1992, al massimo geomagnetico

La forma di un'aurora polare è molto varia: archi e brillanti raggi di luce iniziano a 100 km sopra la superficie terrestre e si estendono verso l'alto lungo il campo magnetico, per centinaia di chilometri. Gli archi possono essere molto sottili, anche solo 100 metri, pur estendendosi da orizzonte a orizzonte. Possono essere quasi immobili e poi, come se una mano fosse passata su una lunga tenda, iniziare a muoversi e torcersi. Dopo la mezzanotte, l'aurora può prendere una forma a macchie e ognuna delle macchie spesso lampeggi   ogni 10 secondi è di un giallo verdognolo, ma a volte i raggi possono diventare rossi in cima e lungo il bordo inferiore. In occasioni molto rare, la luce del sole può colpire la parte superiore dei raggi creando un debole colore blu. Ancora più raramente (una volta ogni 10 anni o più) l'aurora può essere rosso sangue. Questo è dissipato come radiazione infrarossa o trasportato via dai forti venti dell'alta atmosfera.

### Visibilità
A causa della geometria del campo magnetico terrestre, le aurore sono visibili in due ristrette fasce attorno ai poli magnetici della Terra, dette ovali aurorali. Le aurore visibili a occhio nudo sono prodotte dagli elettroni, mentre quelle di protoni possono essere osservate solo con l'aiuto di particolari strumenti, sia da terra sia dallo spazio. Spesso l'aurora polare è visibile anche in zone meno vicine ai poli, come la Scozia, o molte zone della penisola scandinava.
Le aurore sono più intense e frequenti durante periodi di intensa attività solare, periodi in cui il campo magnetico interplanetario può presentare notevoli variazioni in intensità e direzione, aumentando la possibilità di un accoppiamento (riconnessione magnetica) con il campo magnetico terrestre.
Come detto, in Italia la visibilità delle aurore boreali è abbastanza rara, ma risultano occasionalmente osservabili, soprattutto dalla porzione settentrionale della penisola.

### Suoni
A volte, durante l'apparizione di un'aurora, si possono udire suoni che somigliano a sibili. Si tratta di suoni elettrofonici, un fenomeno che si può manifestare, sebbene molto più di rado, anche durante l'apparizione di bolidi. L'origine di questi suoni non è ancora chiara: si ritiene che essi siano dovuti a perturbazioni locali del campo magnetico terrestre, causate da un'aumentata ionizzazione dell'atmosfera sovrastante.
Le aurore polari sono spesso accompagnate anche da emissioni radio nella banda VLF, note con il nome di «aural chorus». Poiché le frequenze di questi segnali sono dell'ordine dei chilohertz, quindi sono frequenze audio, essi possono essere convertiti in audio mediante l'impiego di un apposito ricevitore. Il suono ottenuto assomiglia a un coro di uccelli, da cui il nome dato a questo tipo di emissioni.

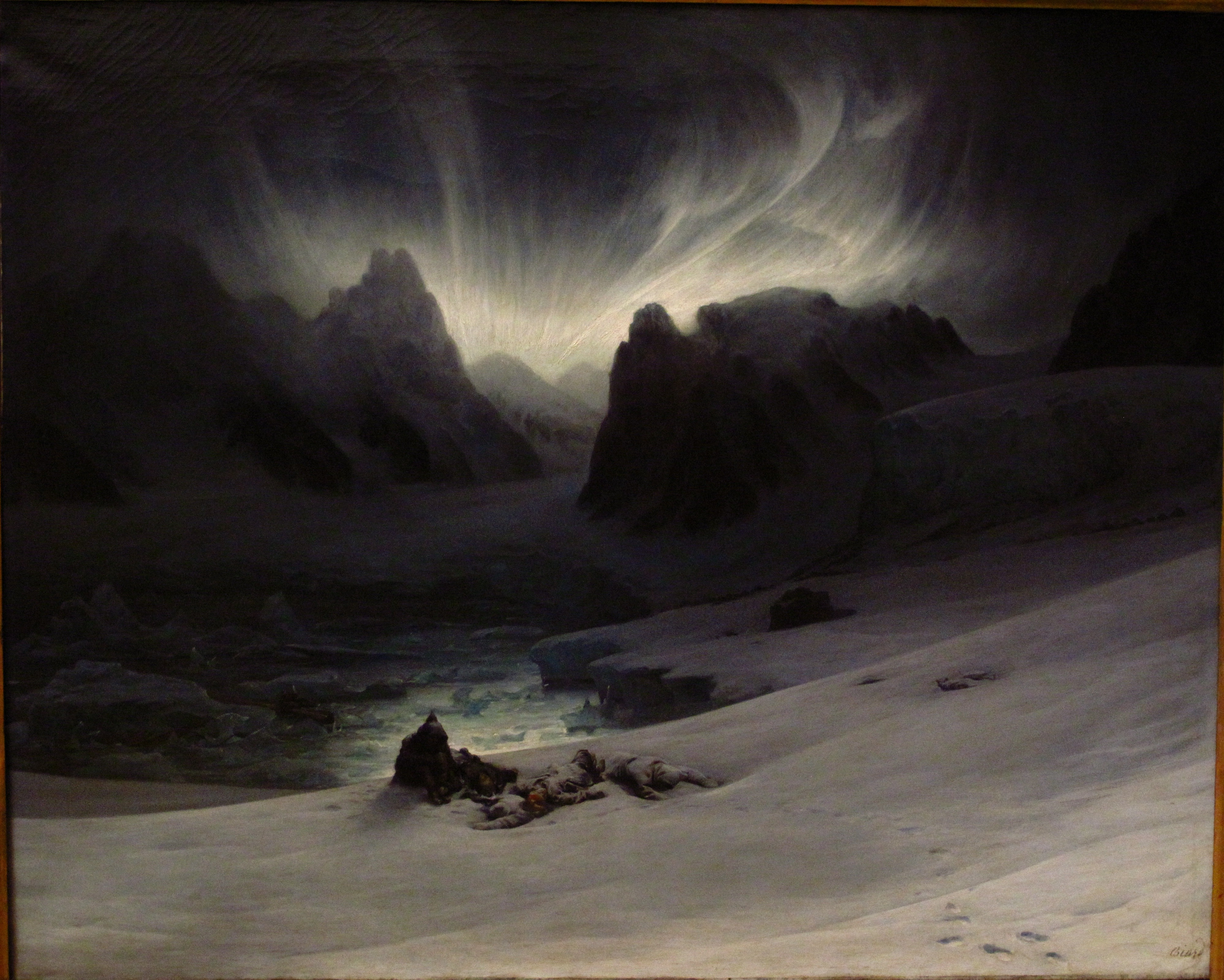
François-Auguste Biard, Magdalenefjorden a nord dello Spitzbergen. Effetto Aurora Boreale, 1840, Louvre

## Cause

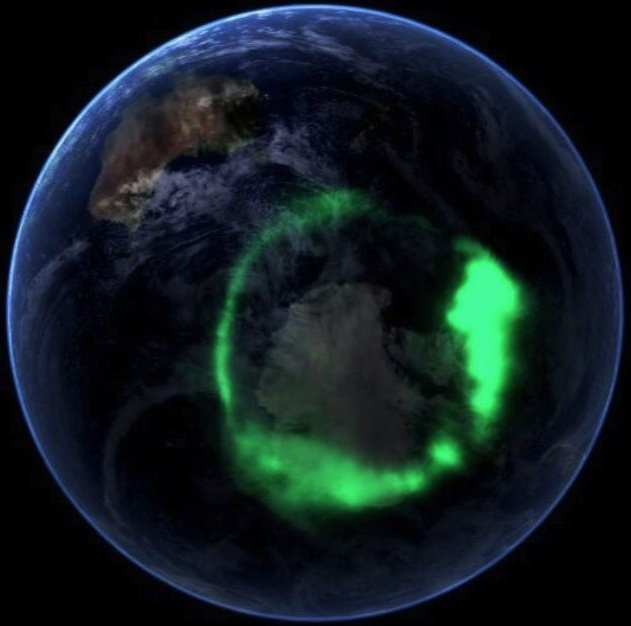
Aurora australe (il polo sud al centro) ripresa l'11 settembre 2005 dal satellite Image della NASA

L'origine dell'aurora si trova sul Sole, che dista 149 milioni di chilometri dalla Terra. La comparsa di un grande gruppo di macchie solari è la prima avvisaglia di un'attività espulsiva di massa coronale intensa. Le particelle energetiche emesse dal Sole viaggiano nello spazio formando il vento solare. Questo si muove attraverso lo spazio interplanetario (e quindi verso la Terra, che può raggiungere in 50 ore) con delle velocità tipicamente comprese tra i 400 e gli 800 km/s, trascinando con sé parte del campo magnetico solare (campo magnetico interplanetario). Il vento solare, interagendo con il campo magnetico terrestre detto anche magnetosfera, lo distorce creando una sorta di "bolla" magnetica, di forma simile a una cometa.
La magnetosfera terrestre funziona come uno scudo, schermando la Terra dall'impatto diretto delle particelle cariche (plasma) che compongono il vento solare. In prima approssimazione queste particelle "scivolano" lungo il bordo esterno della magnetosfera (magnetopausa) e passano oltre la Terra. In realtà, a causa di un processo noto come riconnessione magnetica (il campo magnetico interplanetario punta in direzione opposta a quello terrestre), il plasma del vento solare può penetrare dentro la magnetosfera e, dopo complessi processi di accelerazione, interagire con la ionosfera terrestre, depositando immense quantità di protoni ed elettroni nell'alta atmosfera, e dando luogo, in tal modo, al fenomeno delle aurore. È da notare che le zone artiche, possedendo una protezione magnetica minore, risultano le più esposte a questo fenomeno e spesso, per qualche giorno dopo l'evento, l'ozono si riduce circa del cinque per cento.
Le aurore sono più intense quando sono in corso tempeste magnetiche causate da una forte attività delle macchie solari. La distribuzione dell'intensità delle aurore in altitudine mostra che si formano prevalentemente ad un'altitudine di 100 km sopra la superficie terrestre. Sono in genere visibili nelle regioni vicine ai poli, ma possono occasionalmente essere viste molto più lontano, fino a 40° di latitudine.
Le particelle che si muovono verso la Terra colpiscono l'atmosfera attorno ai poli formando una specie di anello, chiamato l'ovale aurorale. Questo anello è centrato sul polo magnetico (spostato di circa 11° rispetto al polo geografico) e ha un diametro di 3 000 km nei periodi di quiete, per poi crescere quando la magnetosfera è disturbata. Gli ovali aurorali si trovano generalmente tra 60° e 70° di latitudine nord e sud.

### La fisica dell'aurora
L'aurora è formata dall'interazione di particelle ad alta energia, in genere protoni ed elettroni, con gli atomi neutri dell'alta atmosfera terrestre. Queste particelle possono eccitare, tramite collisioni, gli elettroni di valenza dell'atomo neutro. Dopo un intervallo di tempo caratteristico, tali elettroni ritornano al loro stato iniziale, emettendo fotoni (particelle di luce). Questo processo è simile alla scarica al plasma di una lampada al neon.
I particolari colori di un'aurora dipendono da quali gas sono presenti nell'atmosfera, dal loro stato elettrico e dall'energia delle particelle che li colpiscono. L'ossigeno atomico è responsabile del colore rosso (lunghezza d'onda 630 nm) e l'ossigeno molecolare per il verde (557,7 nm). L'azoto causa il colore blu.